# 정안호

정안호(1961년~2024년 5월 4일)는 대한민국의 군인이다. 해군사관학교 38기이며, 강습상륙함 독도함의 초대 함장을 지냈다.
1961년 안동에서 태어났으며 해군사관학교(38기)와 미국 해군대를 나왔다. 또 2006년 시운전에 들어가 2007년 취역한 다목적 강습상륙함 독도함의 초대 함장을 거쳐 2012년 연합해군사령부 대(對)해적작전부대(CTF-151) 사령관을 지냈으며 2013년~2015년 해군 제1함대사령관 시절 1함대사령관을 지내면서 대(對) 잠수함 작전 개념을 바꿔놓는 등 공적을 세웠다. 2016년 합동참모본부(합참) 전략기획부장, 2016년~2018년 해군사관학교 교장, 2018년 해군작전사령부 부사령관을 역임하였다.
소장 예편 후 2020년 대우조선해양 상임고문을 맡기도 했다. 합참 전략기획부장 때 경항공모함(경항모) 도입 계획을 수립했고, 예편 후인 2021년에는 언론 매체에 경항모를 도입하자고 주장하는 칼럼을 기고했다.
2024년 5월 4일, 지병으로 인하여 62세를 일기로 사망하였다. 국립대전현충원에 안장되었다.

## 학력
- 해군사관학교(38기)[1][2]
- 미국 해군대학교(졸업)

## 주요 보직
- 독도함 초대 함장[1][2]
- 연합해군사령부 대해적작전부대 사령관
- 해군 제1함대사령관
- 합참 전략기획부장
- 해군사관학교장
- 해군작전사령부 부사령관